# Museo Nacional de Imprenta de Irlanda

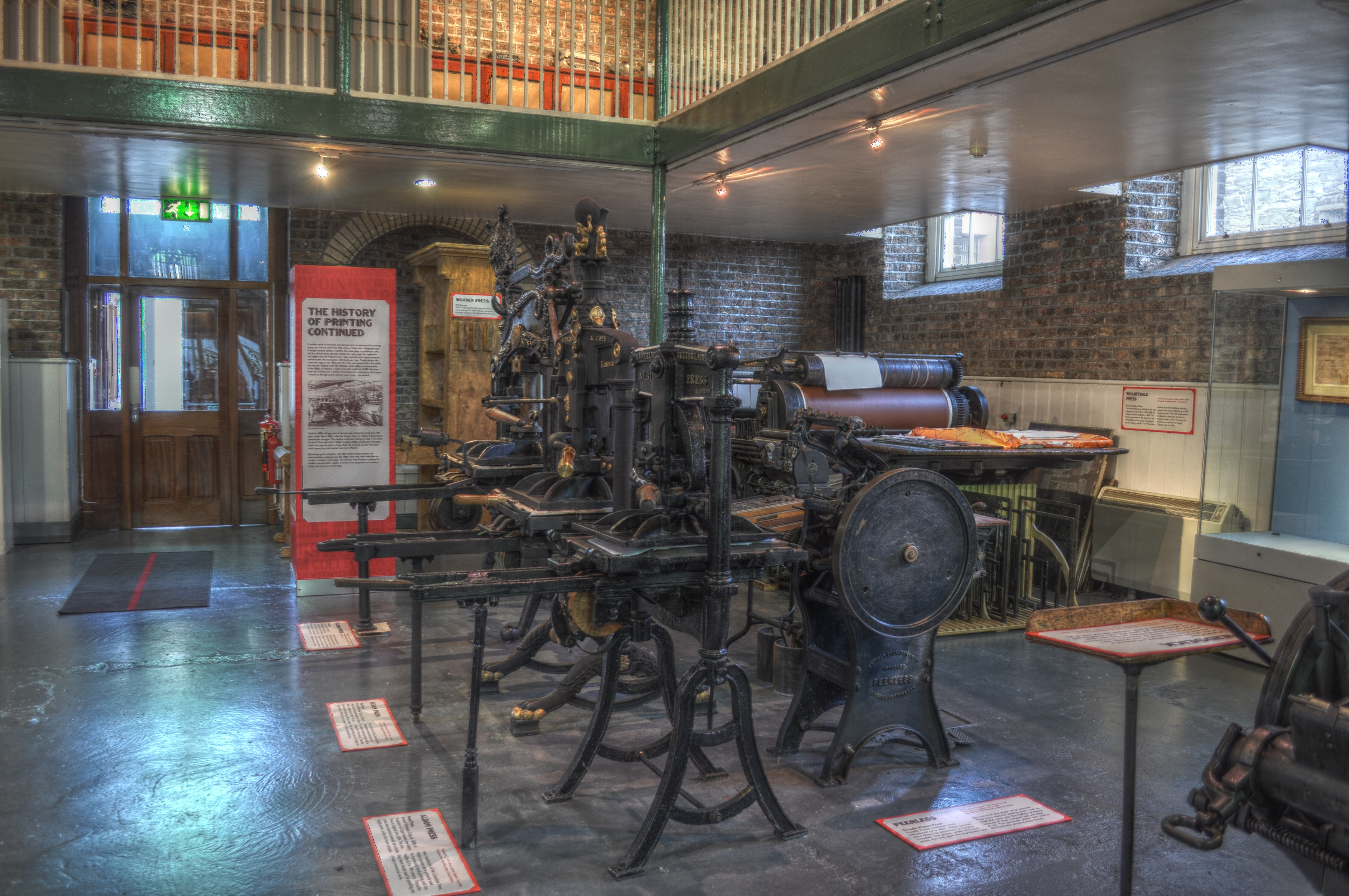
Interior del museo

El National Print Museum of Ireland (Museo Nacional de Imprenta de Irlanda) está ubicado en una capilla de soldados en el área de Beggars Bush en Dublín, República de Irlanda.
La idea de un museo surgió a mediados de la década de 1980, cuando la necesidad de 'salvar' la maquinaria de imprenta de la era del 'metal caliente' se volvió aparente.
En 1990, Bertie Ahern TD abrió las primeras premisas del museo en Lower Gardiner Street, Dublín. Pero pronto, resultaron muy pequeñas.
En 1991, la capilla del cuarte en Beggars Bush Barracks fueron puestas a disposición del museo, y en 1996 la presidenta Mary Robinson abrió un nuevo museo.
Las exhibiciones incluyen una Prensa Columbian inventada por George E. Clymer.